# 胡安·鮑蒂斯塔·高納
胡安·鮑蒂斯塔·高納·菲格雷多（英語：Juan Bautista Gaona Figueredo，1845年6月30日—1932年5月18日）是一名巴拉圭政治人物，於1904年至1905年擔任巴拉圭臨時總統，並於1910年至1911年擔任巴拉圭副總統。1904年12月，他擔任巴拉圭財政部長。他是自由黨黨員。他擔任總統後，自由黨開始了長達30多年的統治時期。